# Ealdberht
Ealdberht (auch Aldbryht, Ealdbriht, Ealdbryht, Eadbryht, Ealbyrht) ist ein angelsächsischer männlicher Vorname. Der Name ist aus den Elementen Eald- (=„alt, erfahren“) und -berht (=„glänzend, edel, prächtig“) zusammengesetzt. Bedeutende Namensträger waren:
- Ealdberht (Glastonbury), Abt von Glastonbury (fl. 712)
- Ealdberht (Wessex), Ætheling († 725)
- Ealdberht I., Bischof von Dunwich (716/731–731/747)
- Ealdberht II., Bischof von Dunwich (747/775–775/781)
- Ealdberht (Hereford), Bischof von Hereford (777–781/787)
- Ealdberht (Ripon), Abt von Ripon († 788)